# 汤河街街道
汤河街街道，是中华人民共和国河南省鹤壁市山城区下辖的一个乡镇级行政单位。

## 行政区划
汤河街街道下辖以下地区：
汤河街三巷社区、奔流街六巷社区、奔流街二巷社区、一孔桥社区、南岸社区、火车站社区、人民路社区和新村社区。